# スマトラ (軽巡洋艦)
| 軽巡洋艦スマトラ |                                                            |
| 艦歴             |                                                            |
| 発注             | 1915/6年計画                                               |
| 起工             | 1916年7月15日                                              |
| 進水             | 1920年12月29日                                             |
| 就役             | 1926年5月26日                                              |
| その後           | 1944年6月9日海没処分                                       |
| 除籍             | 1944年4月29日                                              |
| 性能諸元         |                                                            |
| 排水量           | 基準：6,670t、満載：8,210t                                 |
| 全長             | 153.3m                                                     |
| 全幅             | 16.0m                                                      |
| 吃水             | 5.50m                                                      |
| 主缶             | ソーニクロフト式水管缶6基                                  |
| 機関             | ツェリー式オールギヤードタービン3基3軸推進(出力7万2千馬力) |
| 最大速           | 31.0kt                                                     |
| 航続距離         | 12.0kt 4,800浬                                             |
| 兵員             | 480名                                                      |
| 兵装             | 50口径15cm単装砲10門 7.5cm単装高角砲4門 機雷12個           |
| 航空機           | 2機                                                        |

スマトラ (オランダ語: Hr. Ms. Sumatra) は、オランダ海軍の軽巡洋艦。ジャワ級軽巡洋艦の2番艦で、艦名はスマトラ島にちなむ。

## 艦歴
スマトラはネーデルランズ・シープスバウ・マーチカッピのアムステルダム造船所において1916年（大正5年）7月15日に起工した。第一次世界大戦のため建造が遅れ、1920年（大正9年）12月29日に進水、1926年（大正15年）5月26日に竣工した。
9月21日、オランダのアムステルダムを出発する。
ヨーロッパから大西洋を横断し、西インド諸島、北アメリカ大陸のメキシコを訪問、パナマ運河を経由して、サンフランシスコに寄港した。サンフランシスコで16名の脱走者を出したあと、そこからハワイ諸島のオアフ島ホノルルに移動して太平洋を横断し、極東にむかう。
1927年（昭和2年）1月中旬、スマトラの日本訪問の予定が組まれる。
その頃、大日本帝国においては大正天皇の大喪儀を準備しており、日本海軍の各艦は日本列島各地に配備される。
2月3日、スマトラは東京湾に入り横浜に到着した。
2月7日から8日にかけて、大喪の礼がおこなわれた。品川沖合には戦艦3隻（長門、金剛、山城）などが、横浜港には装甲巡洋艦春日（艦長太田質平大佐）が配備される。スマトラは春日の隣に停泊していた。ショーレル大佐（スマトラ艦長）はオランダ大使館員と共に大喪の義に参列した。
2月9日、スマトラ艦長や乗組員は横須賀に招待され、同港に停泊中の扶桑型戦艦山城を見学した。
その後、スマトラは横浜を出発し、神戸に入港する。
瀬戸内海を経由して、関門海峡経由で中国大陸に向かう。
なおスマトラが瀬戸内海を通過する際に乗組員が水先案内人の制止を無視して動画を撮影し、下関海峡では日本陸軍の下関要塞を写真撮影した疑いが生じた。
5月、スマトラは再び日本を訪問する。上海を出発後、5月14日長崎港に到着した。下関要塞の件があって日本側は注意をはらっていたが、特に問題も起きず、艦長以下乗組員は長崎市の名所を観光するなどして過ごした。
18日に三菱造船長崎造船所を見学した際には、艤装工事中の重巡洋艦「青葉」に興味を抱いていたという。
5月19日、スマトラは長崎を出港して蘭印に向かった。
1931年（昭和6年）5月14日、未知の暗礁で座礁した。
1933年（昭和8年）から1935年（昭和10年）半ばまで、スマトラはスラバヤで近代化改修工事をおこなった。1936年（昭和11年）11月中旬、ヘルフリッヒ提督は「ジャワ」と「スマトラ」および駆逐艦3隻のオランダ艦隊を率いてシンガポールを訪問し、イギリス海軍の中国艦隊や、アメリカ海軍のアジア艦隊（旗艦オーガスタ）などと同港に投錨した。
1938年（昭和13年）7月、本艦はオランダに戻った。
1939年（昭和14年）9月、第二次世界大戦が勃発したが、オランダ王国は中立を宣言した（オランダの歴史）。
1940年（昭和15年）5月10日、ドイツ軍がオランダ侵攻を開始、西部戦線は大きく動いた。本艦はオランダのフリシンゲンに所在しており、5月11日にイギリスへ脱出した。ナチス・ドイツはイギリス本土上陸作戦の準備にかかったので、スマトラはユリアナ王女や家族を乗せてイギリスを出発、カナダに移動した。
同年6月から8月まではカリブ海で活動した。次いでフリータウンやケープタウンなどを経由して東南アジアへ移り、ジャワ島スラバヤで修理のために退役した。

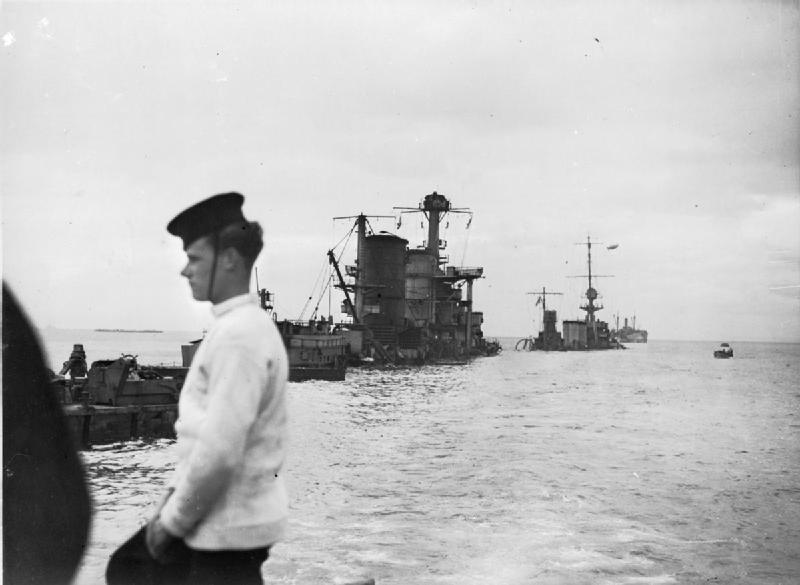
1944年（昭和19年）6月9日、ダーバンなどと共に自沈した「スマトラ」。

1941年（昭和16年）12月8日、大日本帝国が南方作戦を発動して太平洋戦争が始まった。蘭印作戦の進展にともなってオランダ領東インドにも日本軍が迫り、極東の連合国は窮地に陥る。スラトラは機関修理未了のまま1942年（昭和17年）1月17日に再就役し、セイロン島コロンボへ移った。それからイギリスへ向かい、10月に到着した。
その後はイギリスに留まり、1944年（昭和19年）6月9日、ノルマンディー上陸作戦にともなうマルベリー人工港建造において、ソードビーチの防波堤として沈められた。自由フランス海軍のクールベ級戦艦 (Classe Courbet) クールベ (Courbet) 、イギリス海軍のD級軽巡ダーバン (HMS Durban) なども、防波堤として一緒に沈んだ。本艦に搭載されていた主砲は、フローレス級砲艦に転用された。